# Maître du Flavius Josèphe du musée Soane
Le Maître du Flavius Josèphe du musée Soane désigne par convention un enlumineur actif entre 1475 et 1485 à Bruges. Il doit son nom à ses miniatures dans un manuscrit des Antiquités judaïques de Flavius Josèphe aujourd'hui conservée au Sir John Soane's Museum de Londres. Il s'agit d'un collaborateur régulier du Maître d'Édouard IV.

## Éléments biographiques

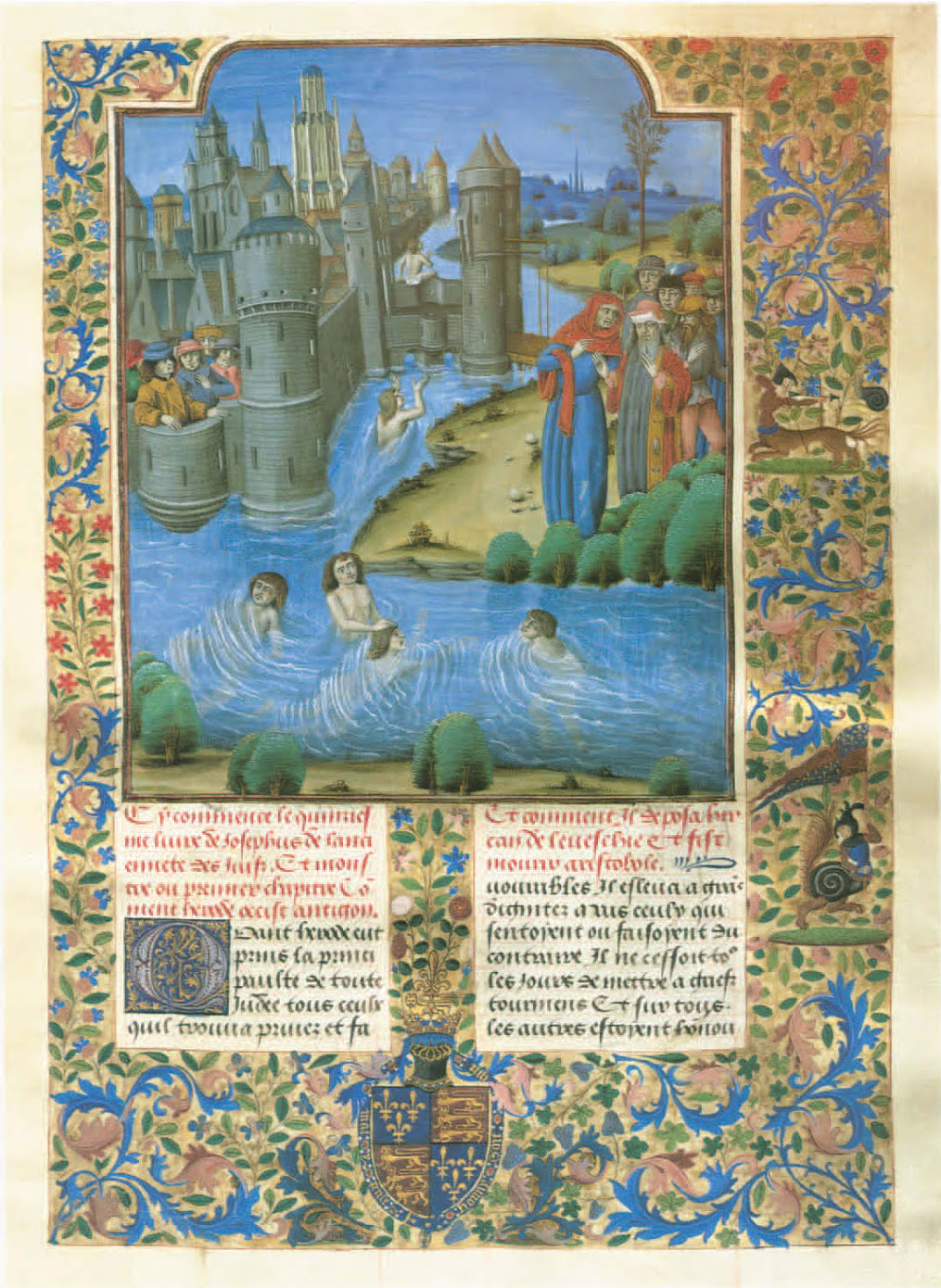
le Meurtre d'Aristobule, Antiquités judaiques, Soane Museum.

Le style du maître et un premier corpus des œuvres du maître a été défini par l'historien de l'art allemand Bodo Brinkmann. Il s'agit d'un artiste ayant été le premier collaborateur du Maître d'Édouard IV, même s'il est moins doué que ce dernier. Il réalise de nombreux frontispices et grandes miniatures pour des manuscrits historiques de luxe. Il est par ailleurs amené à collaborer régulièrement avec le Maître du Froissart du Getty, le Maître du Wavrin de Londres, Maître de la Chronique d'Angleterre et le Maître aux mains volubiles.

## Style
Son style est très proche de celui du Maître d'Édouard IV mais s'en distingue par une palette plus brillante et plus variée. Elle est plus fluide et laisse moins apparaître les coups de pinceaux. Ses personnages possèdent des visages ciselés, plusieurs d'entre eux possèdent le nez pointu et la barbe fourchée. Ses compositions, stéréotypées, sont artificiellement assemblées en recopiant des modèles de manière rigide. 

## Œuvres attribuées

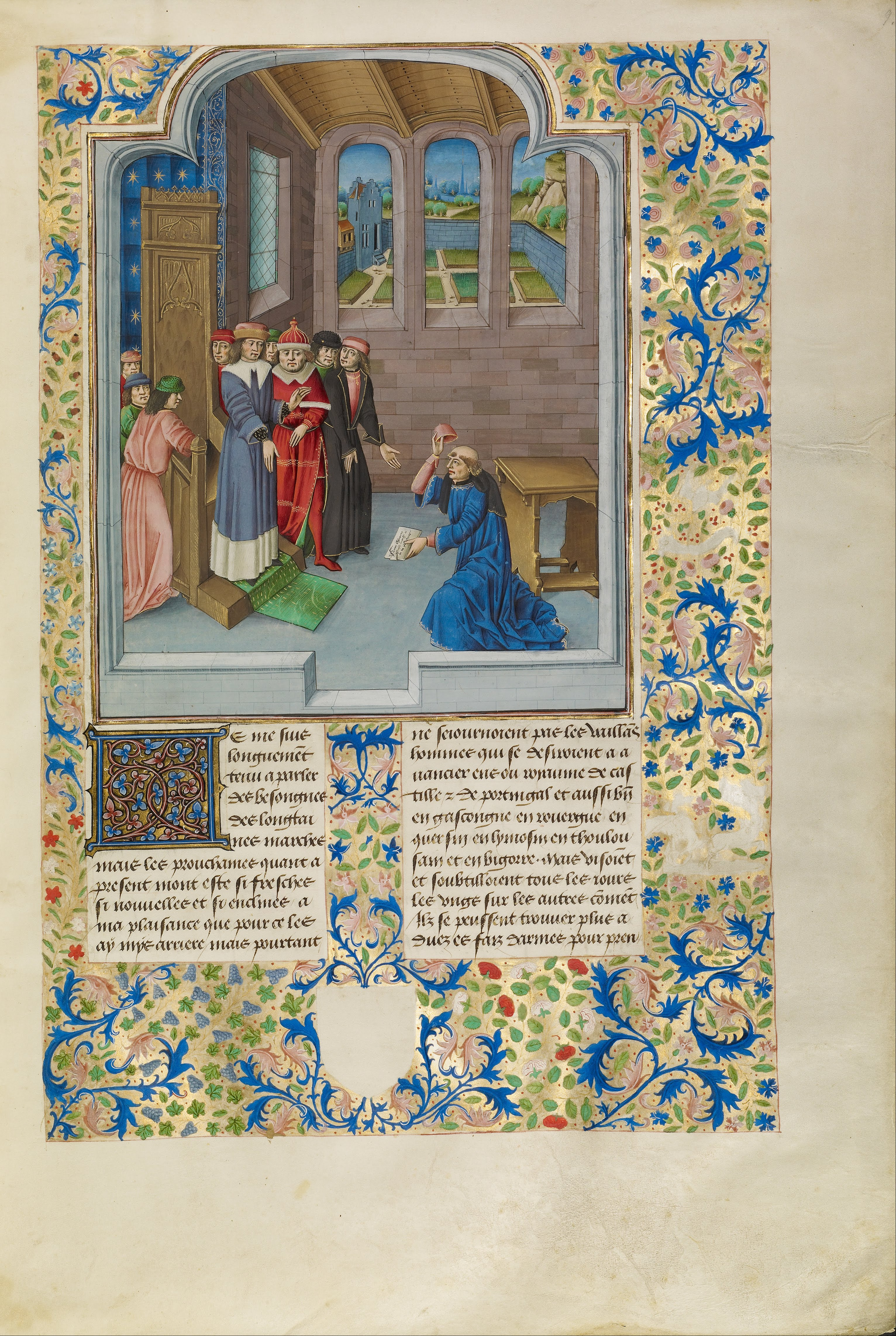
Miniature de dédicace, Chroniques de Froissart, J. Paul Getty Museum.

- Chroniques de Jean Froissart, vol. 1, Musée Plantin-Moretus, Anvers, Ms.M.15.4[2]
- Antiquités judaiques et la guerre des juifs de Flavius Josèphe destiné à Édouard IV d'Angleterre, vers 1478-1480, Sir John Soane's Museum, Ms.1
- Chroniques de Froissart, tome 3, 4 miniatures, en collaboration avec le Maître du Froissart du Getty, le Maître d'Édouard IV, le Maître du Wavrin de Londres, le Maître du César de Copenhague, vers 1480-1483, J. Paul Getty Museum, Ms. LUDWIG XIII 7[3]
- Fleur des histoires de Jean Mansel, 2 volumes, en collaboration avec le Maître du Froissart du Getty, Philippe de Mazerolles, le Maître de la Chronique d'Angleterre et le Maître aux mains volubiles, Bibliothèque royale du Danemark, Copenhague, Acc.2008/74 et Ms.Thott 568 2°[4]
- Bible historiale, réalisée pour Édouard IV, tome 4, 10 grandes miniatures en collaboration avec le Maître d'Édouard IV, le Maître du Froissart du Getty, le Maître de la Chronique d'Angleterre, Philippe de Mazerolles et un suiveur de Loyset Liédet ayant réalisé les petites miniatures, vers 1470-1479, British Library, Royal 15 D I[5]
- Chronique de Tournai, en collaboration avec le Maître d'Édouard IV et le Maître aux Têtes triviales, Bibliothèque royale, Copenhague, Ms.Thott 413,2 (attribution contestée par McKendrick)
- Fleur des histoires de Jean Mansel destiné à Jean-Louis de Savoie, frontispice du tome 1, en collaboration avec Philippe de Mazerolles et le Maître aux mains volubiles, vers 1470-1479, Bibliothèque nationale de France, fr.293-296
- Livre des tournois de René d'Anjou, destiné à Louis de Gruuthuse, en collaboration avec le Maître d'Édouard IV et le Maître du Livre de prières de Dresde, BNF, Fr.2693
- Chronique de Baudoin d'Avesnes, en collaboration avec un suiveur de Loyset Liédet, vers 1473-1480, British Library, Royal 18 E V[6]
- Livre d'heures en flamand, bibliothèque de l'université de Chicago, Ms.347
- Chronique universelle de Jean de Courcy, 6 grandes miniatures en collaboration avec Philippe de Mazerolles et Liévin van Lathem, vers 1470-1480, Morgan Library and Museum, M.214-224[7] (attribution contestée par McKendrick)